# Ulota calvescens
Ulota calvescens är en bladmossart som beskrevs av Wilson in Rabenhorst 1862. Ulota calvescens ingår i släktet ulotor, och familjen Orthotrichaceae. Inga underarter finns listade i Catalogue of Life.